# Ботулотоксин
Ботулотоксин (токсин ботулінічний) — основний чинник патогенності Clostridium botulinum, екзотоксин, який продукують вегетативні форми цієї бактерії, основний фактор патогенезу ботулізму. Ботулотоксини різних серотипів Clostridium botulinum належать до тих біологічних агентів, які офіційно визнано такими, що можуть бути біологічною зброєю. Усі роботи з ботулотоксином відповідають 4-му рівню біологічної безпеки і проводяться в боксах біологічної безпеки найвищого III класу.
Це найпотужніший з відомих у світі токсинів, поліпептид. У 1950 р. В. Брукс дав перші пояснення механізму дії ботулотоксину, отримавши дані про те, що він блокує виділення ацетилхоліну з пресинаптичної мембрани кінцевого рухового нервового волокна. Наразі відомо, що ботулотоксин діє спочатку на найближчі до місця всмоктування нервово-м'язові синапси, блокуючи виділення нейромедіатору ацетилхоліну, збільшує активність гідролазового ферменту — ацетилхолінестерази, яка додатково розщеплює ацетилхолін. Крім блоку виділення нейромедіатора, ботулотоксин знижує чутливість активних зон до Ca2+, що також позначається на передачі нервових імпульсів. Ботулотоксин діє на адренергічні структури, не зачіпаючи холінергічні. Таким чином, порушується передача імпульсу з нервового волокна на м'язове, що призводить до прогресуючих низхідних парезів і паралічів при ботулізмі.
У 1946 р. Е. Шантц отримав кристалічну форму очищеного ботулотоксину типу А.ці роботи велися для застосування ботулінічного токсину як біологічної зброї. Трансформація ботулотоксину з сильної отрути на ліки сталася зусиллями доктора А. Скотта. У пошуках нехірургічного методу лікування косоокості він, розуміючи механізм дії цього токсину, коли отримав від Е. Шантца очищений кристалічний ботулотоксин типу А, використовував його в експериментах на мавпах, а через 7 років застосував у людей. Він продемонстрував безпеку та ефективність внутрішньом'язового введення ботулотоксину типу А для лікування хворих на косоокість. І в 1989 р. препарат «Ботулінічний нейротоксин типу A — гемаглютинін комплекс» під назвою «Ботокс» був схвалений американською службою FDA для клінічного застосування у хворих із захворюванням м'язів очей. У 1990 р. був уведений до медичного вжитку препарат «Діспорт».
Ботулінічний нейротоксин типу A — гемаглютинін комплекс; комерційні назви: Бо́токс (Botox) і Диспорт (Disport) — лікарський засіб на основі ботулотоксину. Впливає на нервово-м'язову передачу.

## Фармакологічна дія
Білковий комплекс, отримуваний від Clostridium botulinum, складається з нейротоксину типу А та деяких інших білків. У фізіологічних умовах даний комплекс розпадається, вивільняючи чистий нейротоксин.
Молекула ботулінічного токсину складається зі зв'язаних дисульфідним містком важкого (молекулярна маса — 100 тисяч Дальтон) і легкого (молекулярна маса — 50 тисяч Дальтон) ланцюжків. Важкий ланцюжок високоспоріднений до зв'язування зі специфічними рецепторами, розташованими на поверхні нейронів-цілей. Легкий ланцюжок має Zn²-залежну протеазну активність, специфічну до цитоплазматичних ділянок синаптосомально зв'язаного білка, молекулярної маси 25 тисяч Дальтон (SNAP-25), який бере участь у процесах екзоцитоза.
Перший етап дії ботулінічного токсину — специфічне зв'язування молекули із пресинаптичною мембраною (процес триває до 30 хв.). Другий етап — інтерналізація зв'язаного токсину в цитозоль шляхом ендоцитоза. Після інтерналізації легкий ланцюжок діє як цинк-залежна протеаза цитозоля, вибірково розщеплюючи SNAP-25, що на третьому етапі призводить до блокади вивільнення ацетилхоліна із пресинаптичних терміналей холінергічних нейронів. Кінцевим ефектом цього процесу є стійка хемоденервація.
За інтрамускульного введення розвиваються два ефекти: пряме інгібування екстрафузальних м'язових волокон, шляхом інгібування нервових закінчень альфа-мотонейронів на рівні нервово-м'язового синапса, й інгібування активності м'язових веретен, шляхом гальмування гамма-мотонейронного холінергічного синапса на інтрафузальному волокні.
В останні роки введені в клінічну практику препарати на основі нейротоксину типу В «Міоблок» і «Нейроблок», створені препарати подібного типу в Японії, Китаї та Німеччині.Наразі прицільне введення терапевтичних доз ботулотоксину використовують для лікування багатьох нейром'язових розладів, він знайшов своє застосування в таких спеціальностях, як офтальмологія, неврологія, проктологія, гастроентерологія й косметологія.
Ботулотоксин типу А (ботокс)[джерело?] — це нейротоксин, що виробляється бактерією Clostridium botulinum. Він використовується в медицині для лікування різноманітних захворювань, включаючи м'язові спазми, хронічні мігрені та надмірне потовиділення.[джерело?] Ботокс вводиться безпосередньо в уражену ділянку, де він блокує вивільнення ацетилхоліну, нейромедіатора, який відповідає за скорочення м'язів. Це запобігає скороченню м'язів, що призводить до тимчасового розслаблення ураженої ділянки. Ботокс також використовується в косметиці, щоб зменшити появу зморшок, оскільки він може тимчасово паралізувати підлеглі м'язи.[джерело?]

## Протипоказання
Підвищена чутливість до будь-яких компонентів препарату; інфекційний процес у місцях введення препарату, системні нервово-м'язові синаптичні розлади (тяжка міастенія гравіс, синдром Ламберта-Ітона, аміотрофічний латеральний склероз); тяжкі розлади дихальних шляхів під час приймання препарату для цервікальної дистонії, порушення функцій сечового міхура у пацієнтів з наявною на момент лікування інфекцією сечовивідних шляхів; з гострою затримкою сечовиділення на момент лікування, які не застосовують катетеризацію на регулярній основі; у пацієнтів, які не хочуть та/або не в змозі ініціювати катетеризацію після лікування, якщо необхідно; з наявністю каменів у сечовому міхурі; вагітність, репродуктивний вік, період годування грудьми.

## Побічна дія
Запаморочення, парез лицьового нерву, ураження лицьового нерву, птоз верхньої повіки, плямистий кератит, незмикання очної щілини, сухість очей, світлобоязнь, подразнення очей, підвищена сльозоточивість, кератит, виворіт повіки, диплопія, ентропіон, порушення, розпливчастість зору, набряк повіки, виразковий кератит, дефект епітелію рогівки, перфорація рогівки, екхімоз, висипання/дерматит, подразнення та набряк обличчя, апатія, риніт, інфекція ВДШ, запаморочення, м'язова гіпертонія, гіпестезія, сонливість, головний біль, диплопія, птоз повіки, диспное, дистонія, дисфагія, сухість в ротовій порожнині та нудота, м'язова слабкість, скелетно-м'язове затвердіння та болісність, біль, астенія, грипоподібне захворювання та нездужання, підвищення t° тіла, депресія та безсоння, м'язова гіпертонія, головний біль, парестезія, порушення координації, амнезія, запаморочення, ортостатична гіпотензія, нудота та оральна парестезія, екхімоз та пурпура, дерматити, свербіж та висипання, біль у кінцівках та м'язова слабкість, артралгія та бурсит, біль у місці ін'єкції, гарячка, грипоподібне захворювання, крововилив та подразнення в місці введення, астенія, біль, гіперчутливість у місці введення, нездужання та периферичний набряк, висипання, артралгія, скелетно-м'язове заклякання, периферичний набряк, вірусна інфекція та вушна інфекція, сонливість, порушення ходи та парестезія, висипи, міалгія, м'язова слабкість та біль у кінцівках, нетримання сечі, слабкість, нездужання, біль у місці ін'єкції та астенія, ІСШ, бактеріурія, дизурія, затримка сечовиділення, неповне звільнення сечового міхура, полакіурія, лейкоцитурія, безсоння, закреп, втома, порушення ходи, м'язова слабкість, м'язовий спазм, гематурія, дизурія, дивертикул сечового міхура, автономна дизрефлексія, слабкість, біль у шиї, міалгія, скелетно-м'язовий біль та ригідність, м'язові спазми, біль у щелепі, свербіж, висипи, біль шкіри, дисфагія, припливи, нудота, гіпергідроз (непахвове потіння) незвичайний запах шкіри, свербіж, підшкірні вузлики та облисіння, набряк в місці ін'єкції, крововиливи в місці ін'єкції, гіперчутливість у місці ін'єкції, подразнення в місці ін'єкції, астенія та реакції в місці ін'єкції, аритмія, інфаркт міокарда, гіпоакузія, вушний шум та запаморочення, закритокутова глаукома (при лікуванні блефароспазму), страбізм, розпливчатий зір, порушення зору, денервація, нездужання та гарячка, бронхіальна плексопатія, дистонія, дизартрія, парез лицьового нерва, м'язова атрофія, міастенія гравіс, периферична нейропатія, парестезія, радикулопатія, пароксизм, непритомність, лицьовий параліч, аспіраційна пневмонія (зі смертельним наслідком у кількох випадках), диспное, дихальна недостатність та припинення дихання.